# うり☆ひゃー!それいけ!安田探検隊
『うり☆ひゃー!それいけ!安田探検隊』（うりひゃー それいけ やすだたんけんたい）は、2007年10月6日から同年12月29日まで沖縄テレビで毎週土曜 18:00 - 18:30 (JST) に放送されていたバラエティ番組である。全13回。安田大サーカスの初の冠番組。

## 概要
安田大サーカスの3人が番組からの指令に基づいてロケを敢行し、解明できない沖縄の不思議現象などを解明していくという内容。沖縄県内において18%（ビデオリサーチ調べ）という高い平均視聴率を記録した。
沖縄テレビでの放送終了後にも、2008年4月からCSチャンネルのファミリー劇場で再放送されていた。また、放送から3年後の2010年11月24日には、本番組のダイジェストを収録したDVDがアニプレックスから発売された。

## 番組の流れ
番組が始まった直後から安田大サーカスの3人が登場し、ネタを披露。ネタの終了後にオープニングに入る。
その後の番組本編では、3人が「まさかの指令」を受けて冒険をする。しかし、指令の内容は無理難題なものばかりであるため、クロちゃんは何度も苦言を呈していた。

## 出演者
- 安田大サーカス（団長、クロちゃん、HIRO）
- ナレーター：やがら純子